# Miriam Cooper
Miriam Cooper (Baltimore (Maryland), 7 november 1891 - Charlottesville (Virginia), 12 april 1976) was een Amerikaans actrice.
Cooper begon haar carrière in 1910 met het verschijnen in een waslijst korte films. Ze is het meest bekend van haar rollen in onder andere The Birth of a Nation (1915) en Intolerance (1916), geregisseerd door D.W. Griffith.
In 1916 trouwde Cooper met Raoul Walsh, een regisseur. Ze kreeg regelmatig rollen in zijn films. Ze scheidde van hem in 1927 en verliet de filmstudio. Ze keerde nooit meer terug. Wel bracht ze in 1973 het boek Dark Lady of the Silents uit.
In mei 1970 kreeg Cooper een hartaanval. In 1976 overleed ze.

## Filmografie
Een lijst van de films waar Cooper in verscheen, exclusief de korte films:
- The Dishonored Medal (1914) - Zora
- Home, Sweet Home (1914) - De verloofde
- The Birth of a Nation (1915) - Margaret Cameron
- Intolerance: Love's Struggle Throughout the Ages (1916) - The Friendless One
- The Honor System (1917) - Edith
- The Silent Lie (1917) - Lady Lou
- The Innocent Sinner (1917) - Mary Ellen Ellis
- Betrayed (1917) - Carmelita
- The Woman and the Law (1918) - Mrs. Jack La Salle
- The Prussian Cur (1918) - Rosie O'Grady
- The Mother and the Law (1919) - The Friendly One
- Evangeline (1919) - Evangeline
- Should a Husband Forgive? (1919) - Ruth Fulton
- The Deep Purple (1920) - Doris Moore
- The Oath (1921) - Minna Hart
- Serenade (1921) - Maria del Carmen
- Kindred of the Dust (1922) - Nan of the Sawdust Pile
- The Girl Who Came Back (1923) - Sheila
- Her Accidental Husband (1923) - Rena
- Daughters of the Rich (1923) - Maud Barhyte
- The Broken Wing (1923) - Inez Villera
- Is Money Everything? (1923) - His Wife
- After the Ball (1924) - Lorraine Trevelyan

- Bibliothèque nationale de France: cb14041255m (data)
- Gemeinsame Normdatei: 135742609
- International Standard Name Identifier: 0000 0000 6310 6065
- Library of Congress Control Number: n93097931
- Nationale Bibliotheek van Tsjechië: xx0155171
- Nationale Bibliotheek van Israël: 987007446891805171
- Istituto Centrale per il Catalogo Unico: DDSV093275
- SNAC: w6wj0gx9
- Virtual International Authority File: 59284999
- WorldCat: E39PBJjhBRCdMXjYb3PG3CxJjC